# Großsteingrab bei den Düvelskuhlen
Het Großsteingrab bei den Düvelskuhlen (samen met het Hünenbett bei den Düvelskuhlen ook wel Düvelskuhlen I en II of Sögel II en III genoemd) is een neolithisch bouwwerk met Sprockhoff-Nrn. 831. Het megalithisch bouwwerk werd gebouwd tussen 3500 en 2800 v.Chr. en wordt toegeschreven aan de Trechterbekercultuur.
Beide hunebedden liggen ten zuiden van Sögel en ten zuiden van de Düvelskuhlen in een bos bij de K127 (Sögeler Str.) in het Landkreis Emsland in Nedersaksen. Het is onderdeel van de Straße der Megalithkultur.
Ten zuiden van de twee megalithische bouwwerken liggen de Mansenberge. Dit is een van de grootste grafvelden met grafheuvels in het westen van Nedersaksen.

## Kenmerken
De kamer is west-oost georiënteerd en er lag tot 1932 nog een 30 bij 25 meter grote en 1,6 meter hoge dekheuvel over het bouwwerk. 
Toen Sprockhoff het bouwwerk in 1926 katalogiseerde, was er slechts een beperkt beeld van het bouwwerk mogelijk. In 1932 werd het bouwwerk afgegraven, dit was de eerste opgraving in zijn soort. Er werden 35 kransstenen van de ovalen krans, negen draagstenen en vier dekstenen van de negen meter lange kamer blootgelegd.
Ook werden twee poortstenen blootgelegd. De toegang van deze Emsländischen Kammer ligt niet in het midden, maar is iets naar het westen verschoven. Dit komt maar zelden voor.